# Гисант
Gisant (френски: „легнал“) в надгробна скулптура, легнало изображение, представляващо умиращия или в смъртта човек.  Типичният жисант изобразява починалия във „вечен покой“, очакващ възкресението в молитва или притежаващ длъжностни качества и облечен в официалното облекло на неговата социална класа или офис. Вариант на gisant, технически известен като transi („преминал“ във физическа смърт), изобразява починалия като гол и обвит, разкрит в ковчега с балсамиращи белези в корема (подход, използван през Възраждането за френските крале) или в състояние на напреднало изсушаване или разлагане (подход, популярен в Северна Европа през Средновековието). Вариантът transi често позиционира починалия под приант, портретно изображение на починалия, коленичил в молитва, както в живота. Друг вариант, разработен през Ренесанса, изобразява починалия в полулегнала поза, облегнат на лакът, в очакване на възкресението, сякаш медитира, чете или разговаря. В епохата на барока този тип придобива драматичен обрат, илюстриран от гробницата на Франсоа Жирардон на кардинал де Ришельо (започнал през 1675 г.) в църквата на Сорбоната в Париж. Представлява Ришельо, умиращ в обятията на благочестието, с Доктрина в траур в краката му.
Първото представяне на този вид се появява през Средновековието през единадесети и дванадесети век. Понятието е от френски произход. Типичен gisant представлява мъртвец, лежащ по гръб със скръстени ръце на гърдите си, в очакване на възкресението.